# 蒙疆银行
蒙疆银行是1937年至1945年间日本扶植的一家银行，总行设在张家口，后来成为蒙疆联合自治政府的发券銀行。

## 历史

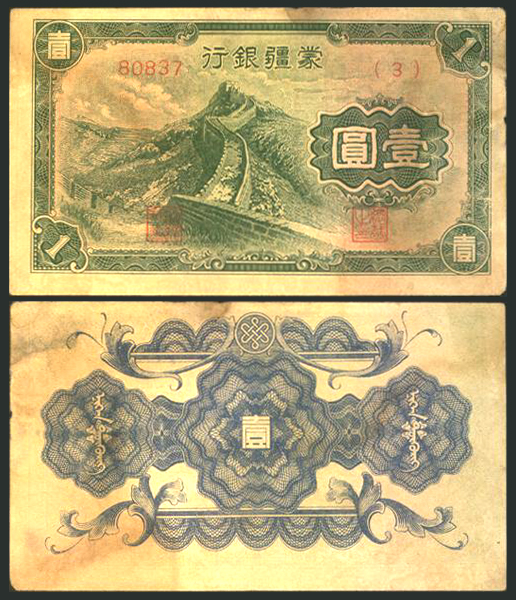
蒙疆银行1940年发行的1元纸币

1933年7月，内蒙古的德穆楚克栋鲁普亲王以百灵庙为中心，发起“内蒙古高度自治运动”，后来投靠日本。
1937年7月七七事变爆发后，日军进攻中华民国察哈尔省、绥远省等地，并占领察哈尔省张家口和山西省大同，分别成立了察南自治政府和晋北自治政府。其中，1937年8月27日，日军占领张家口后，于9月4日成立了察南自治政府，接管原察哈尔省商业钱局，改组为察南银行。
在日本的操控下，蒙古联盟自治政府、察南自治政府、晋北自治政府集资12000万元，并接收原察南丰业银行，绥远平市官钱局、冀东银行，又吞并了44家私人钱庄和银号，没收了绥远省各地的中央银行、交通银行、中国农民银行的法币资产，还吸收了日本的600万投资，于1937年11月23日成立蒙疆银行。1937年12月1日，蒙疆银行在张家口鼓楼西街正式开业。
蒙疆银行总行设在张家口，并在厚和市（今呼和浩特市）等地设有分行。

## 货币

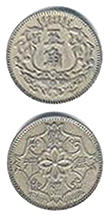
1938年蒙疆银行发行的五角硬币

1938年3月20日，蒙疆券一元纸币开始发行。同年4月15日，5元券和百元券开始发行。5月25日，10元券开始发行。蒙疆券发行的同时，又将被蒙疆联合自治政府方面称作“改造券”的察南银行发行的察南票收回。经过两次变更，蒙疆政府完成了在其统治区域内以蒙疆券统一币制之目的。由于同期蒋介石等领导的国民政府在该地区的货币未统一，故短时期内蒙疆银行的纸币成为在当地流通的主要货币。
蒙疆银行流通了五厘、一分、五分、一角四种硬辅币，是用满洲中央银行的。后来因需求量大，又大批输入了日本一钱（即一分）铝币进行流通。1938年8月16日，在日本铸造的蒙疆银行自己的五角硬币开始流通；1940年7月1日、8月15日蒙疆银行又分别印刷发行了五分、一角和五角的纸辅币。太平洋战争爆发后，因为铜成为日本紧缺的战略物资，故原流通的满洲国铜辅币被逐渐收回，退出流通。
截至1945年，蒙疆银行先后发行了大约42亿多元的纸币和金属币。
| 圖案 | 面值 | 正面             | 背面     | 備註                                                                                     |
| ---- | ---- | ---------------- | -------- | ---------------------------------------------------------------------------------------- |
|      | 五分 | 綿羊             | 彩紋     | 1944 背面左侧为蒙古文ᠲᠠᠪᠦᠨ ᠹᠦᠨ，右侧为中文“五分”                                         |
|      | 壹角 | 駱駝             | 彩紋     | 1940 背面左侧为蒙古文ᠨᠡᠭᠡᠨ ᠦᠰᠦ，右侧为中文“壹角”                                         |
|      | 五角 | 駱駝群           | 彩紋     | 1940 背面左侧为蒙古文ᠲᠠᠪᠦᠨ ᠦᠰᠦ，右侧为中文“五角”                                         |
|      | 五角 | 小廟             | 彩紋     | 1944 背面左右两侧为蒙古文ᠲᠠᠪᠦᠨ ᠮᠥᠩᠭᠥ，中央为中文“五角”                                   |
|      | 壹圓 | 長城             | 彩紋     | 1940 背面左右两侧为蒙古文ᠨᠡᠭᠡᠨ ᠲᠥᠭᠥᠷᠢᠭ，中央为中文“壹”                                   |
|      | 壹圓 | 羊群             | 彩紋     | 長號碼 1938 背面左右两侧为蒙古文ᠨᠡᠭᠡᠨ ᠲᠥᠭᠥᠷᠢᠭ，中央为阿拉伯数字和拉丁字母“1 YUAN”        |
|      | 五圓 | 寶塔,長城,烽火台 | 宮殿     | 長號碼 1938 背面左右两侧为蒙古文ᠲᠠᠪᠤᠨ ᠲᠥᠭᠥᠷᠢᠭ，四周为阿拉伯数字“5”，下方拉丁字母“5 YUAN” |
|      | 拾圓 | 羊群             | 彩紋     | 長號碼 1938 背面左右两侧为蒙古文ᠠᠷᠪᠠᠨ ᠲᠥᠭᠥᠷᠢᠭ，中央为阿拉伯数字和拉丁字母“10 YUAN”       |
|      | 百圓 | 駱駝,亭          | 彩紋     | 1938 背面左右两侧为蒙古文ᠵᠠᠭᠤᠨ ᠲᠥᠭᠥᠷᠢᠭ，中央为阿拉伯数字和拉丁字母“100 YUAN”             |
|      | 拾圓 | 駱駝             | 雲岡石窟 | 長號碼 1944 背面左右两侧为蒙古文ᠠᠷᠪᠠᠨ ᠲᠥᠭᠥᠷᠢᠭ，下方为阿拉伯数字“10 ”                     |
|      | 拾圓 | 駱駝             | 雲岡石窟 | 短號碼 1944 背面左右两侧为蒙古文ᠠᠷᠪᠠᠨ ᠲᠥᠭᠥᠷᠢᠭ，下方为阿拉伯数字“10 ”                     |
|      | 百圓 | 牧喂羊           | 彩紋     | 1945 背面左侧为蒙古文ᠵᠠᠭᠤᠨ ᠲᠥᠭᠥᠷᠢᠭ，右侧为汉字“百圆”；中央为汉字“蒙疆银行”               |
|      | 百圓 | 大廟             | 彩紋     | 1938 背面左右两侧为蒙古文ᠵᠠᠭᠤᠨ ᠲᠥᠭᠥᠷᠢᠭ，中央为汉字“百圆”                                 |

## 结束
中国抗日战争结束后，国民政府发布公告，自1947年6月1日起至9月30日止，以蒙疆银行币一元兑换法币四角进行回收。但因实际收兑时间仅三个月，故偏远地区不知收兑消息，所以民间流通的大量蒙疆银行币成了废纸。
1945年8月，晋察冀边币4.5元兑换蒙币1元。1946年4月1日起，晋察冀边区按1:5比价无限制用边币兑换蒙币，于7月完成收兑工作。原因有二：蒙币流通区域此时全为中国共产党掌控下的解放区，不收兑会影响民心；收兑可以扩大边币流通阵地。

## 历任领导
总裁
- 包悦卿（1937年－1939年7月）
- 巴萨尔高尔达（1939年－1942年3月）
- 宗像久敬（1942年3月－1945年4月10日）
- 铃木雄辅（1945年4月10日－日本投降）

副总裁
- 山田茂二（1937年－1938年3月）
- 寺崎英雄（1938年3月－1942年3月）
- 特穆尔博罗特（1942年3月－1945年4月10日）
- （1945年4月10日－日本投降）
- 墨尔根巴图尔（1945年4月10日－日本投降）[2][3]

## 参照
- 千圓紙幣（日语：千円紙幣）
- 日本銀行券
- 日本银圆（日语：日本の銀貨）
- 貿易銀
- 龍銀
- 日圓
- 朝鮮銀行券
- 滿洲中央銀行
- 中國聯合準備銀行
- 北海銀行
- 臺灣銀行券
- 舊臺幣